# Chrysiridia rhipheus
Bướm hoàng hôn Madagascar (Chrysiridia rhipheus) là một loài bướm đêm hoạt động vào ban ngày thuộc họ Uraniidae. Nó được coi là một trong các loài côn trùng cánh vẩy ấn tượng và hấp dẫn nhất. Nổi tiếng trên toàn thế giới, nó xuất hiện trong hầu hết các sách ảnh về bướm và được nhiều người sưu tập bướm săn lùng., mặc dù nhiều nguồn cũ viết sai tên loài thành "ripheus". Màu sắc trên cánh bắt nguồn từ sự giao thoa quang học trong cách vùng óng ánh, trong khi vùng màu đen là do sắc tố. Con trưởng thành có sải cánh dài từ 7–9 cm (2,8–3,5 in)
Dru Drury, người đã mô tả loài bướm này vào năm 1773, đặt nó trong chi Papilio, xem rằng nó là một loài bướm ngày. Jacob Hübner đặt nó trong chi bướm đêm Chrysiridia vào năm 1823. Những lần tái mô tả sau này dẫn đến các danh pháp đồng nghĩa thứ cấp hơn như Chrysiridia madagascariensis (Lesson, 1831).
Lúc đầu, loài bướm này được cho là từ Trung Quốc hoặc Bengal, nhưng sau đó được phát hiện là loài đặc hữu của Madagascar. Nó được tìm thấy trong suốt cả năm ở khắp nơi trên đảo, với số lượng cao nhất giữa tháng ba và tháng tám, và số lượng nhỏ nhất giữa tháng mười và tháng mười hai. Con cái đẻ khoảng 80 trứng dưới lá của cây thuộc chi Omphalea. Sâu bướm có màu vàng trắng với những đốm đen và chân đỏ, được bao phủ bởi lớp lông cứng màu đen hình chùy. Tơ được nhả ra từ miệng giúp sâu bướm bám chặt vào lá nhẵn và leo trở lại cây khi lá rụng. Sau khi hoàn thành bốn giai đoạn phát triển, sâu bướm tạo thành một kén mạng lưới mở. Giai đoạn nhộng kéo dài từ 17 đến 23 ngày. Chrysiridia rhipheus là loài ăn thực vật chuyên biệt duy nhất của bốn loài Omphalea ở Madagascar. Omphalea có độc: chất độc được sâu bướm cô lập và được giữ lại trong giai đoạn nhộng và trưởng thành. Hàng ngàn con bướm đêm này di cư giữa các khu vực phía đông và phía tây của cây chủ.

Chrysiridia rhipheus

## Phân loại
Bướm hoàng hôn Madagascar lần đầu tiên được nhà côn trùng học người Anh Dru Drury mô tả vào năm 1773 từ một mẫu vật thu được từ thuyền trưởng May của Hammersmith. Do giống với các loài bướm phượng, Drury đã mô tả loài này là Papilio rhipheus.1 Mẫu vật Drury nhận được có đầu của một loài khác, có thể là đầu của một con bướm, có râu hình dùi trống — đặc điểm này thường được sử dụng để phân biệt bướm đêm với bướm thường. Sau khi phát hiện ra sự không chính xác trong mẫu vật của Drury, loài bướm đêm này được xếp vào chi Urania , cho đến năm 1823 khi nhà côn trùng học người Đức Jacob Hübner xếp nó vào một chi mới, Chrysiridia. Loài bướm đêm này cũng đã được mô tả dưới những cái tên khác. Vì Drury mô tả mẫu vật của mình có râu hình dùi trống và không có đuôi, William Swainson nghĩ rằng nó là một loài khác với mẫu vật hoàn chỉnh do Pieter Cramer mô tả. Năm 1833, Swainson đặt tên cho loài bướm là Rhipheus dasycephalus và loài bướm đêm là Leilus orientalis. Các danh pháp đồng nghĩa khác bao gồm U. crameri của Maassen năm 1879 và U. ripheus var. madagascariensis của Lesson năm 1831.
Người dân bản địa Malagasy gọi nó là adriandolo hoặc lolonandriana, từ lolo có nghĩa là "linh hồn" hoặc "bướm" và andriana có nghĩa là "cao quý" hoặc "vua", do đó có nghĩa là "bướm cao quý", "linh hồn cao quý", "bướm vua" hoặc "linh hồn vua".
Chi Chrysiridia phân bố hoàn toàn ở châu Phi và loài duy nhất còn lại trong chi là C. croesus ở Đông Phi. Chrysiridia là một trong ba chi thuộc họ Uraniine sống vào ban ngày. Hai chi còn lại là Urania, đơn vị phân loại chị em của nó, và Alcides, chi cơ bản nhất. Trong nhóm này, việc sử dụng Endospermum là một đặc điểm tổ tiên. Các chi Alcides cơ bản hơn ăn Endospermum và Omphalea, trong khi Urania và Chrysiridia chỉ ăn Omphalea.

## Mô tả
Chrysiridia rhipheus có sải cánh dài 7–9 xentimét (2,8–3,5 in), đôi khi đến 11 xentimét (4,3 in). Nếu sống ở vùng cao 900–1.080 mét (2.950–3.540 ft) sải cánh trung bình là 7 cm (2,8 in); ở các vùng thấp hơn, 600 m (2.000 ft), sải cánh trung bình là 9 cm (3,5 in). Giống các Uraniinae khác, Chrysiridia rhipheus giống với các loài Papilionidae một cách kỳ lạ, đặc biệt là đôi cánh màu sắc của nó, có thể làm nó bị lầm tưởng là bướm ngày.